# Crue de Châlons-en-Champagne en 1944
La crue à Châlons-en-Champagne de 1944 est une crue record qui toucha essentiellement la Marne (rivière).

## Déroulement
À partir du 13 novembre, des pluies importantes font monter le niveau de la Marne et avec 5,58 m de hauteur elle inonde la Jard en emportant quelques baraques militaires. Le niveau baisse aussi rapidement qu'il est monté. 
Mais le 24 novembre les pluies continuelles font de nouveau monter la rivière qui  emporte une partie de la rue du Port-de-Marne ; le 26 elle atteint 5,23 m pour culminer à 6,22 m le 29 novembre. 
En plus de la rue du Port-de-Marne, elle finit de détruire le pont de Marne qui avait été dynamité par les Allemands.
Un nouvel épisode de crue est sensible le 10 février 1945 mais de moindre ampleur et sur une durée plus courte.
Ces crues centennales furent de plus grande ampleur que celles de 1910 et 1924 qui avaient déjà frappé la ville.

## Collatéraux
Magenta et Villa-d'Ay, l'eau a envahi les rues et le pont, affaissé par les bombardements est recouvert par l'eau. Vouziers, l'eau est monté de 1,10 m en 24 heures.